# Pseudoceros
Pseudoceros es un género de gusanos planos marinos del orden Polycladida, y de la familia Pseudocerotidae.

 
En 1984 Faubel separó 18 especies del género Pseudoceros para conformar un nuevo género: Pseudobiceros, cuyos componentes tienen duplicado el órgano copulatorio masculino. Actualmente existen  varias especies no descritas, pero reconocidas morfológicamente y fotografiadas, incluso algunas de ellas imitan la apariencia de algunos nudibranquios del género Chromodoris, por lo que es razonable esperar en fechas próximas la identificación de nuevas especies y el correspondiente incremento del listado es especies válidas. 
Sus especies tienen coloridos muy llamativos, anunciando a posibles predadores de su toxicidad, en un ejercicio de aposematismo. Cuando lo necesitan son capaces de nadar distancias moderadas, ondulando sus aplanados cuerpos con elegancia y vistosidad.

## Especies
El Registro Mundial de Especies Marinas reconoce las siguientes especies en el género:
| - Pseudoceros affinis (Collingwood, 1876) - Pseudoceros albicornus (Stimpson, 1857) - Pseudoceros albomarginatus Hyman, 1959 - Pseudoceros asamusiensis Kato, 1939 - Pseudoceros astrorum Bulnes & Torres, 2014 - Pseudoceros ater Hyman, 1959 - Pseudoceros atraviridis (Collingwood, 1876) - Pseudoceros atropurpureus Kato, 1934 - Pseudoceros bicolor Verrill, 1902 - Pseudoceros bifasciatus Prudhoe, 1989 - Pseudoceros bimarginatus Meixner, 1907 - Pseudoceros bolool Newman & Cannon, 1994 - Pseudoceros buskii (Collingwood, 1876) - Pseudoceros caeruleocinctus Hyman, 1959 - Pseudoceros caeruleopunctatus Palombi, 1928 - Pseudoceros canadensis Hyman, 1953 - Pseudoceros cardinalis Haswell, 1907 - Pseudoceros cardiosorus (Schmarda, 1859) - Pseudoceros cerebralis (Kelaart, 1858) - Pseudoceros chloreus Marcus, 1949 - Pseudoceros clavicornis (Schmarda, 1859) - Pseudoceros coccineus (Stimpson, 1857) - Pseudoceros colemani Prudhoe, 1977 - Pseudoceros collingwoodi Laidlaw, 1903 - Pseudoceros concinnus (Collingwood, 1876) - Pseudoceros confusus Newman & Cannon, 1995 - Pseudoceros contrarius Newman & Cannon, 1995 - Pseudoceros corallophilus Hyman, 1954 - Pseudoceros cruentus Newman & Cannon, 1998 - Pseudoceros depiliktabub Newman & Cannon, 1994 - Pseudoceros devisii Woodworth, 1898 - Pseudoceros dimidiatus Graff, 1893 - Pseudoceros dulcis Kelaart, 1858 - Pseudoceros exoptatus Kato, 1938 - Pseudoceros felis Newman & Cannon, 1994 - Pseudoceros flavomaculatus Graff, 1893 - Pseudoceros fulminatus (Stimpson, 1855) - Pseudoceros fuscogriseus Hyman, 1959 - Pseudoceros fuscopunctatus Prudhoe, 1977 - Pseudoceros fuscus (Kelaart, 1858) - Pseudoceros gamblei Laidlaw, 1902 - Pseudoceros glaucus Prudhoe, 1989 - Pseudoceros goslineri Newman & Cannon, 1994 - Pseudoceros gravieri Meixner, 1907 - Pseudoceros griseus Hyman, 1959 - Pseudoceros guttatomarginatus (Stimpson, 1855) - Pseudoceros habroptilus Hyman, 1959 - Pseudoceros haddoni (Laidlaw, 1903) - Pseudoceros hancockanus (Collingwood, 1876) - Pseudoceros harrisi Bolanos, Quiroga & Litvaitis, 2007 - Pseudoceros heronensis Newman & Cannon, 1994 - Pseudoceros imitatus Newman & Cannon, 1994 - Pseudoceros imperatus Newman & Cannon, 1998 - Pseudoceros indicus Newman & Schupp, 2002 - Pseudoceros intermittus Newman & Cannon, 1995 - Pseudoceros interruptus (Stimpson, 1855) - Pseudoceros irretitus Newman & Cannon, 1998 - Pseudoceros japonicus (Stimpson, 1857) - Pseudoceros jebborum Newman & Cannon, 1994 - Pseudoceros josei Newman & Cannon, 1998 - Pseudoceros juani Bahia et al, 2014 - Pseudoceros kelaarti (Collingwood, 1876) - Pseudoceros kentii Graff, 1893 - Pseudoceros kylie Newman & Cannon, 1998 - Pseudoceros lacteus (Collingwood, 1876) - Pseudoceros lactolimbus Newman & Cannon, 1998 | - Pseudoceros laingensis Newman & Cannon, 1998 - Pseudoceros langamaakensis Faubel, 1983 - Pseudoceros laticlavus Newman & Cannon, 1994 - Pseudoceros latissimus type A (Schmarda, 1859) - Pseudoceros leptostictus Bock, 1913 - Pseudoceros limbatus Leuckart, 1828 - Pseudoceros lindae Newman & Cannon, 1994 - Pseudoceros liparus Marcus, 1950 - Pseudoceros litoralis Bock, 1913 - Pseudoceros lividus Prudhoe, 1982 - Pseudoceros luteus (Plehn, 1898) - Pseudoceros macroceraeus Schmarda, 1859 - Pseudoceros maculatus (Pease, 1860) - Pseudoceros maximum Lang, 1884 - Pseudoceros maximus-type A Lang, 1884 - Pseudoceros memoralis Kato, 1938 - Pseudoceros mexicanus Hyman, 1953 - Pseudoceros microceraeus (Schmarda, 1859) - Pseudoceros micropapillosus Kato, 1934 - Pseudoceros monostichos Newman & Cannon, 1994 - Pseudoceros montereyensis Hyman, 1953 - Pseudoceros mossambicus Prudhoe, 1989 - Pseudoceros mulleri (Delle Chiaje, 1829) - Pseudoceros niger (Stimpson, 1857) - Pseudoceros nigrocinctus (Schmarda, 1859) - Pseudoceros nipponicus Kato, 1944 - Pseudoceros ouini Newman & Cannon, 1994 - Pseudoceros paradoxus Bock, 1927 - Pseudoceros paralaticlavus Newman & Cannon, 1994 - Pseudoceros periaurantius Newman & Cannon, 1994 - Pseudoceros periphaeus Bock, 1913 - Pseudoceros peripurpureus Newman & Cannon, 1994 - Pseudoceros perviolaceus (Schmarda, 1859) - Pseudoceros pius Kato, 1938 - Pseudoceros pleurostictus Bock, 1913 - Pseudoceros prudhoei Newman & Cannon, 1994 - Pseudoceros punctatus Laidlaw, 1902 - Pseudoceros purpureus (Kelaart, 1858) - Pseudoceros rawlinsonae Bolanos, Quiroga & Litvaitis, 2007 - Pseudoceros regalus Laidlaw, 1903 - Pseudoceros reticulatus Yeri & Kaburaki, 1918 - Pseudoceros rubellus Laidlaw, 1903 - Pseudoceros rubronanus Newman & Cannon, 1998 - Pseudoceros rubrotentaculatus Kaburaki, 1923 - Pseudoceros sagamianus Kato, 1937 - Pseudoceros sapphirinus Newman & Cannon, 1994 - Pseudoceros scintillatus Newman & Cannon, 1994 - Pseudoceros scriptus Newman & Cannon, 1998 - Pseudoceros stimpsoni Newman & Cannon, 1998 - Pseudoceros striatus Kelaart, 1858 - Pseudoceros susanae Newman & Anderson, 1997 - Pseudoceros texanus Hyman, 1955 - Pseudoceros tigrinus Laidlaw, 1902 - Pseudoceros tomiokaensis Kato, 1938 - Pseudoceros tristriatus Hyman, 1959 - Pseudoceros velutinus (Blanchard, 1847) - Pseudoceros verecundus Newman & Cannon, 1994 - Pseudoceros vinosus Meixner, 1907 - Pseudoceros yessoensis Kato, 1937 - Pseudoceros zebra (Leuckart, 1828) - Pseudoceros zeylanicus (Kelaart, 1858) |

## Galería

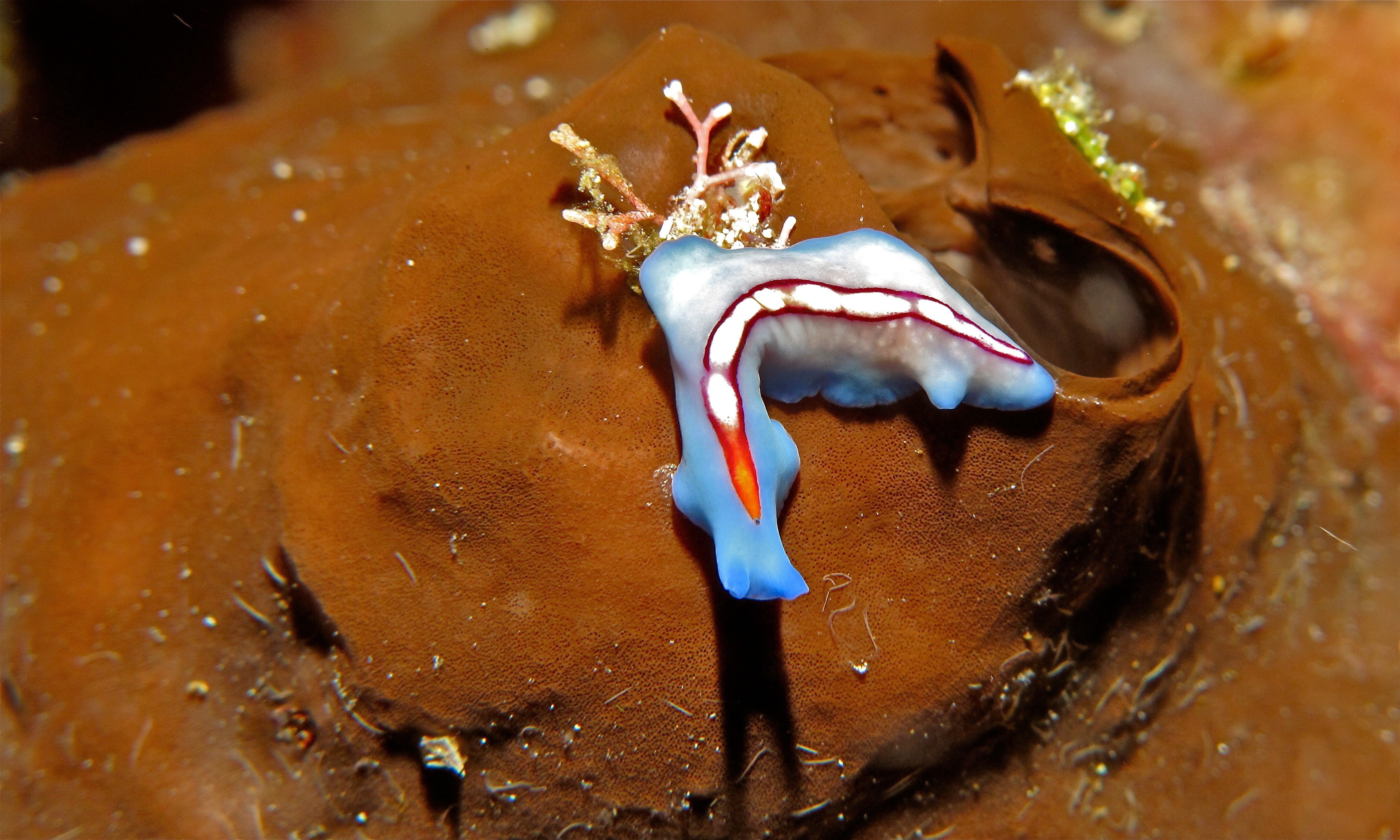
Pseudoceros bifurcus
Pseudoceros bimarginatus
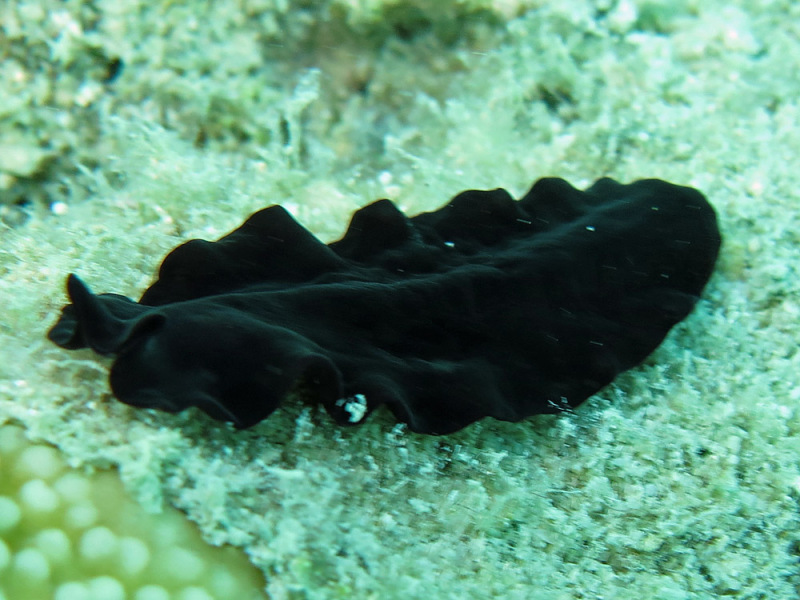
Pseudoceros bolool
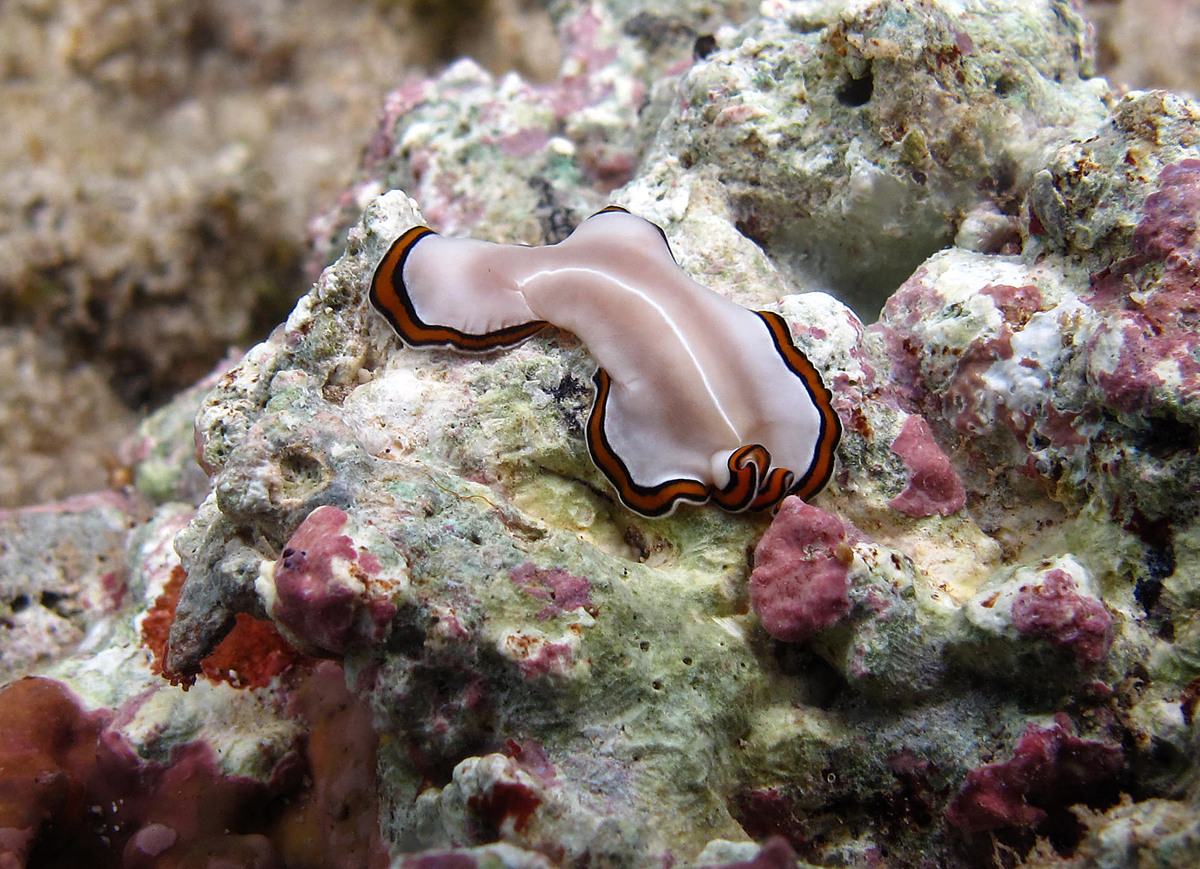
Pseudoceros confusus
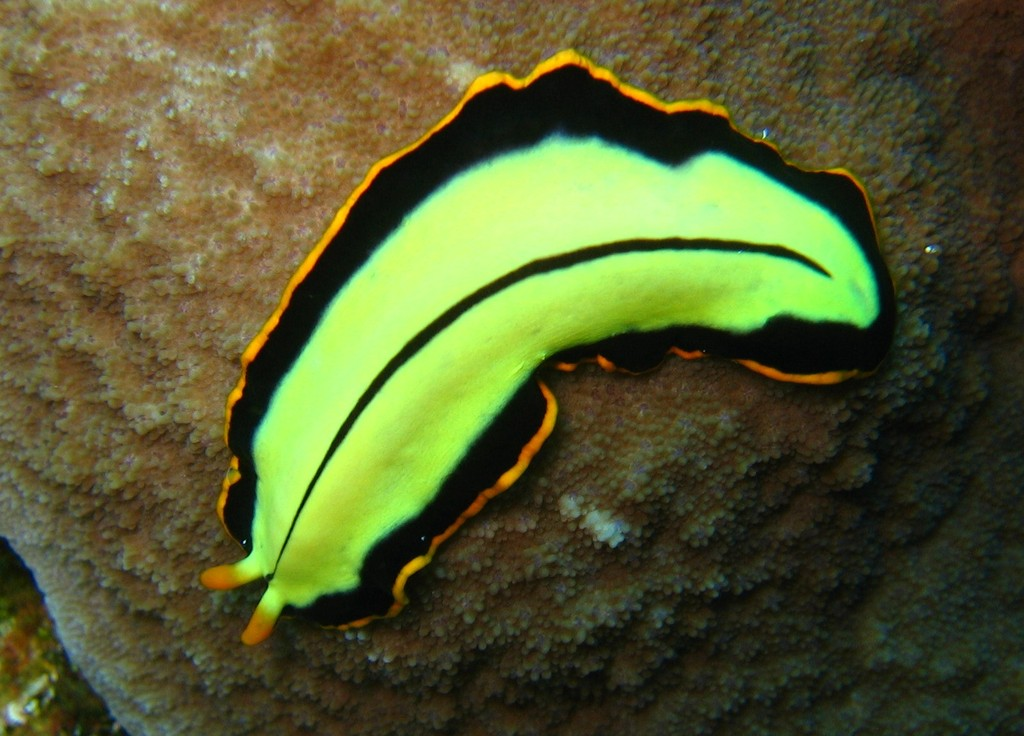
Pseudoceros dimidiatus
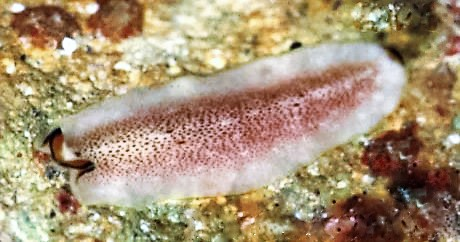
Pseudoceros heronensis
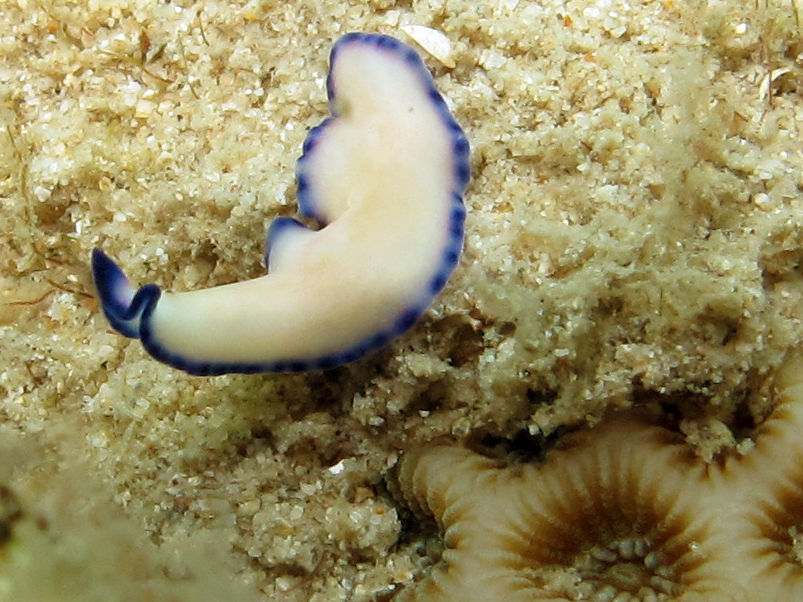
Pseudoceros indicus
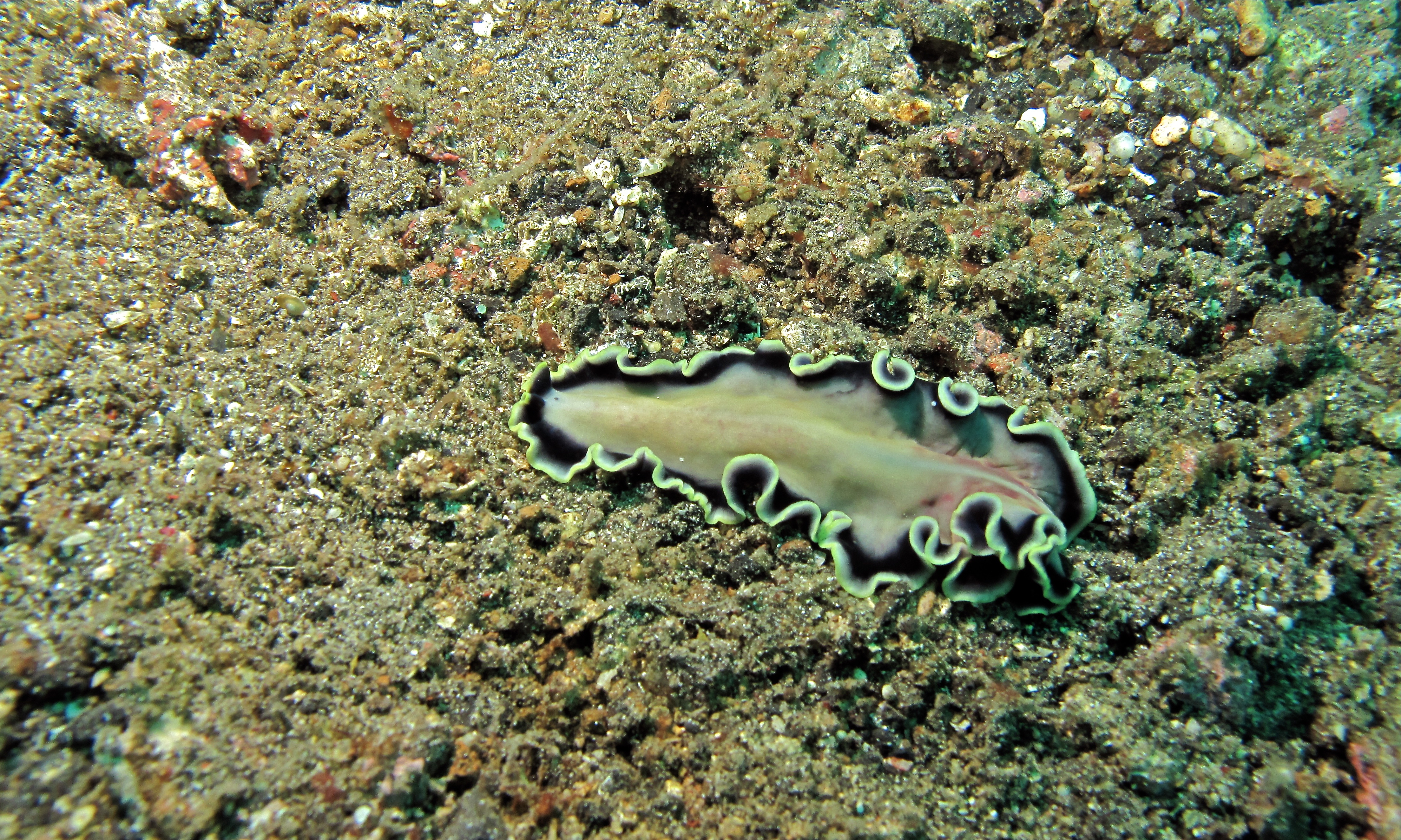
Pseudoceros jebborum
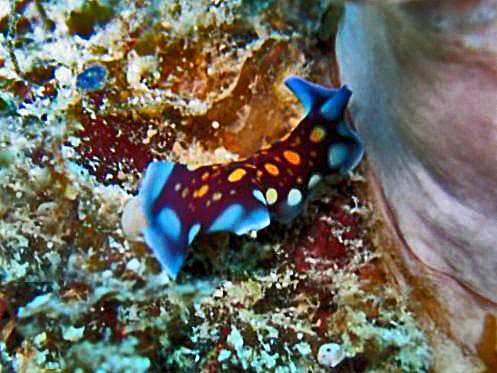
Pseudoceros lindae
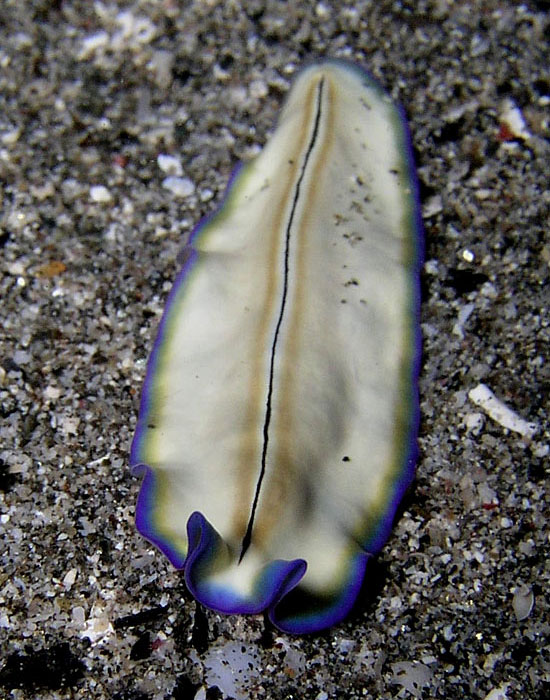
Pseudoceros monostrichos
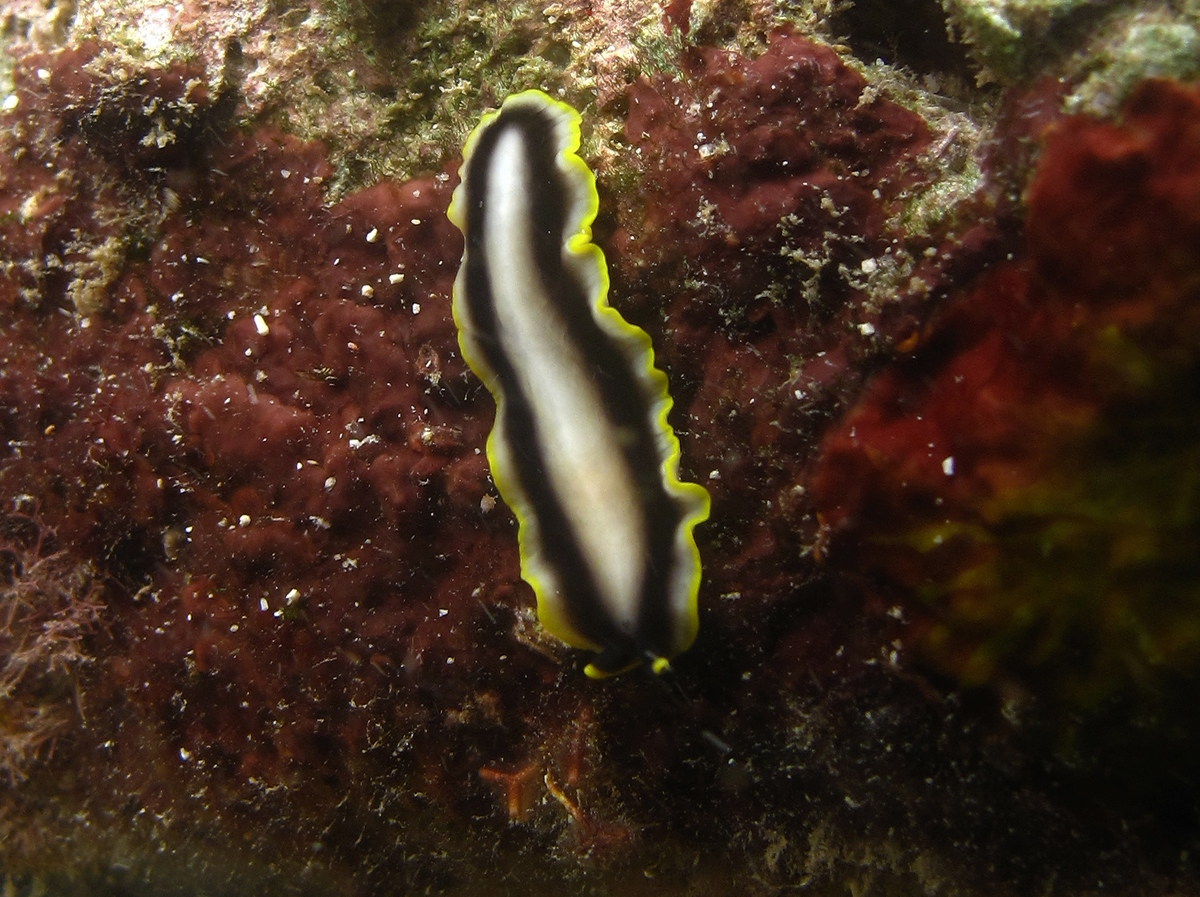
Pseudoceros paralaticlavus
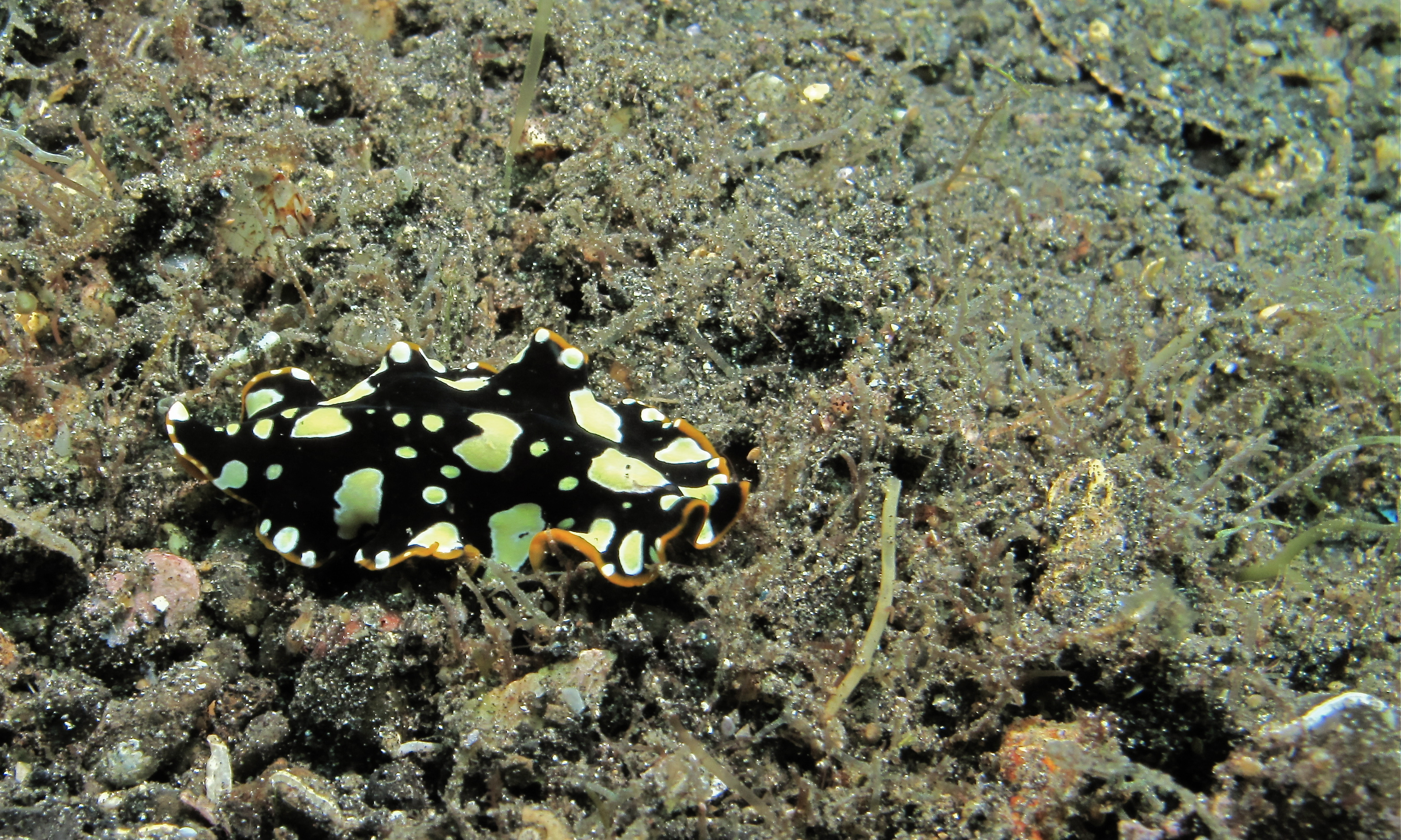
Pseudoceros scintillatus
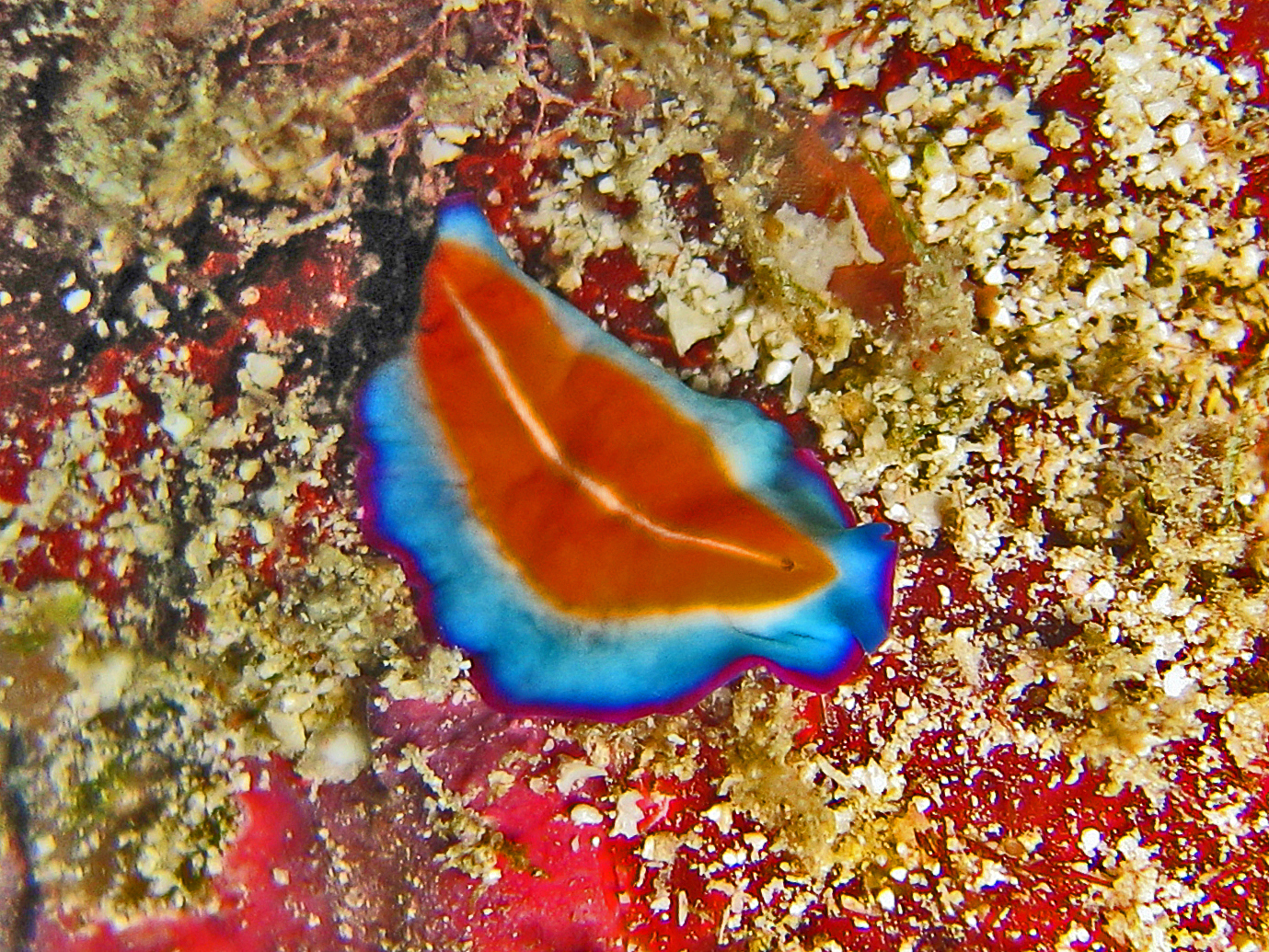
Pseudoceros susanae
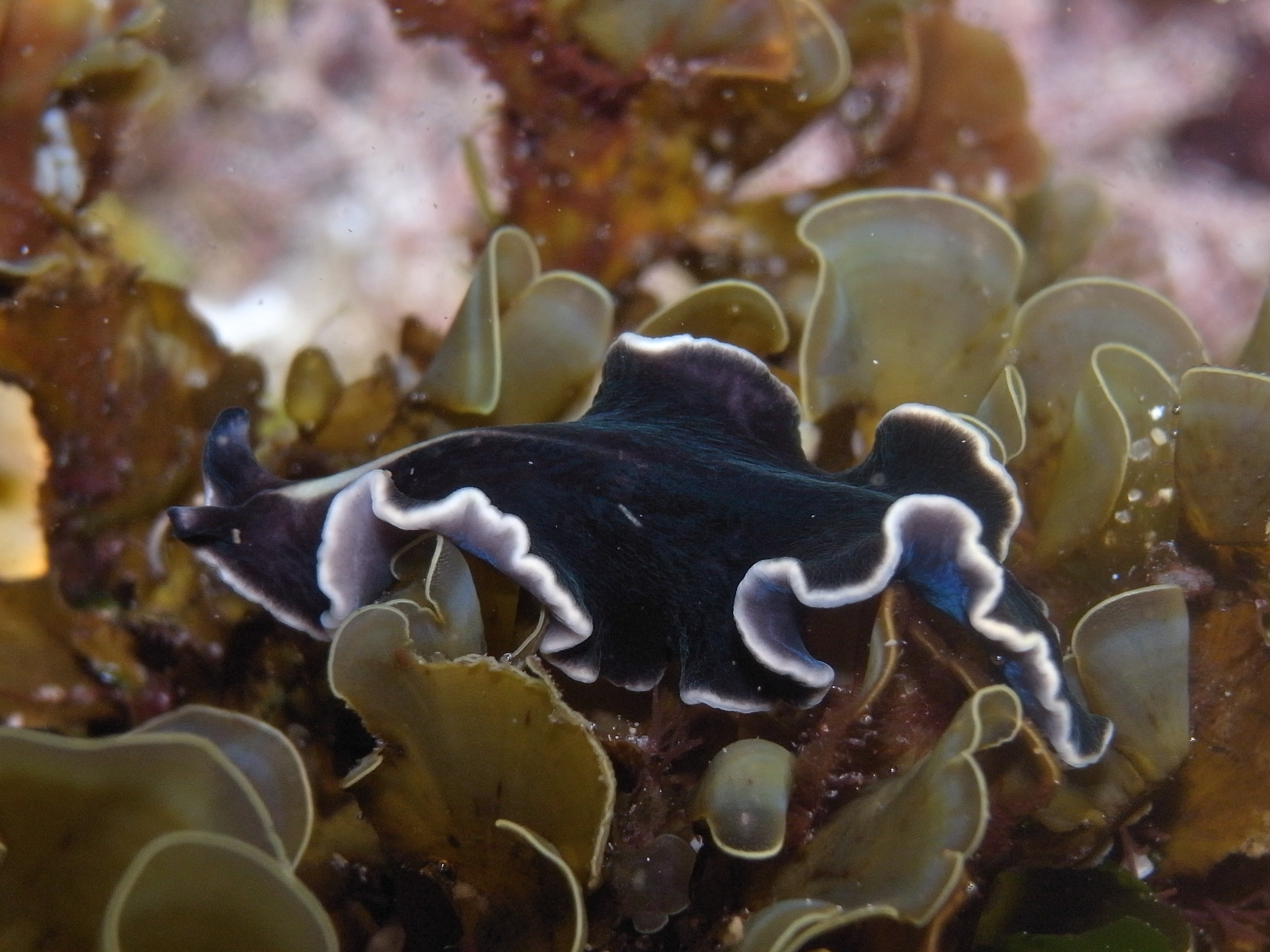
Pseudoceros sp., Sydney
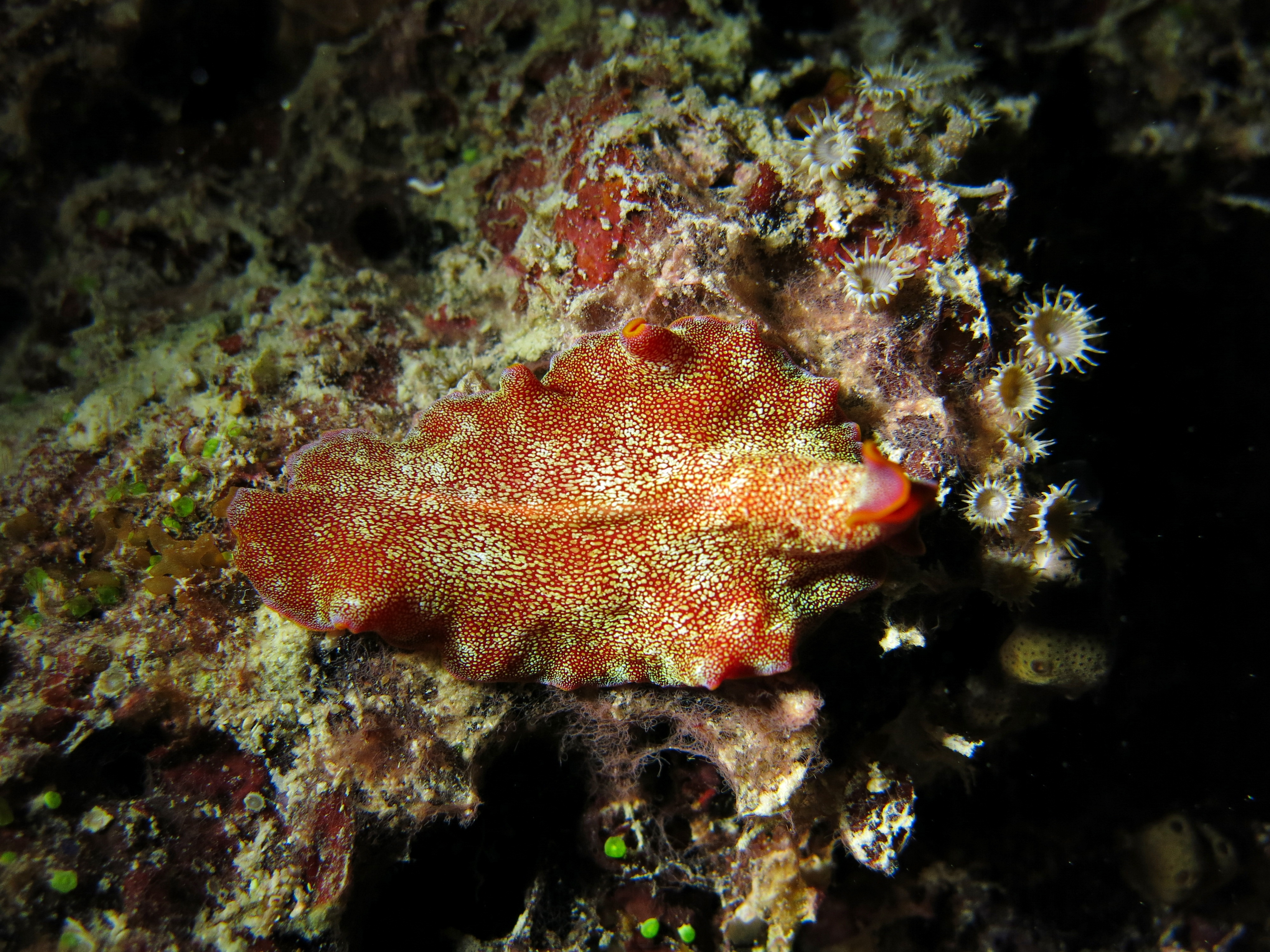
Pseudoceros sp., Maldivas
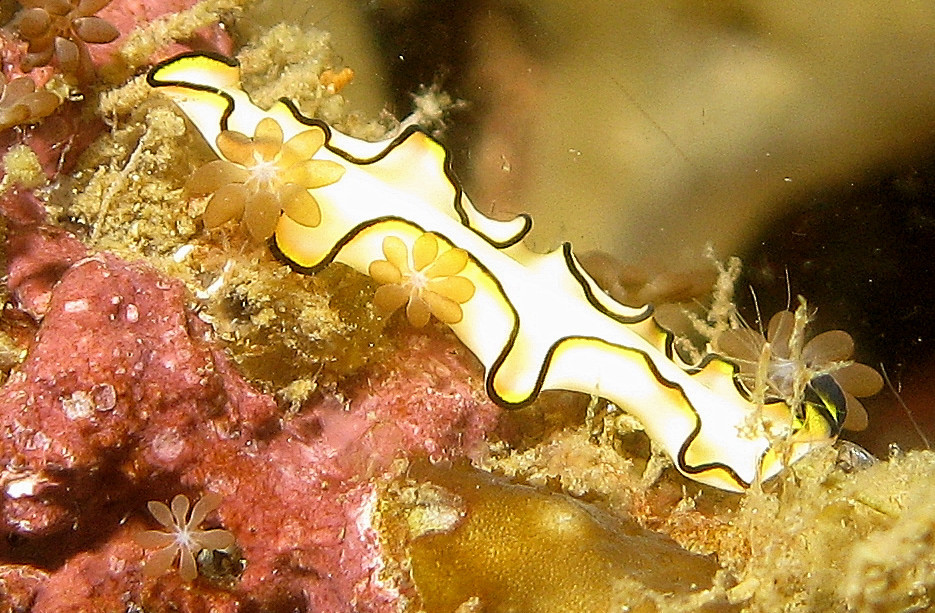
Pseudoceros sp., Lembeh, Indonesia
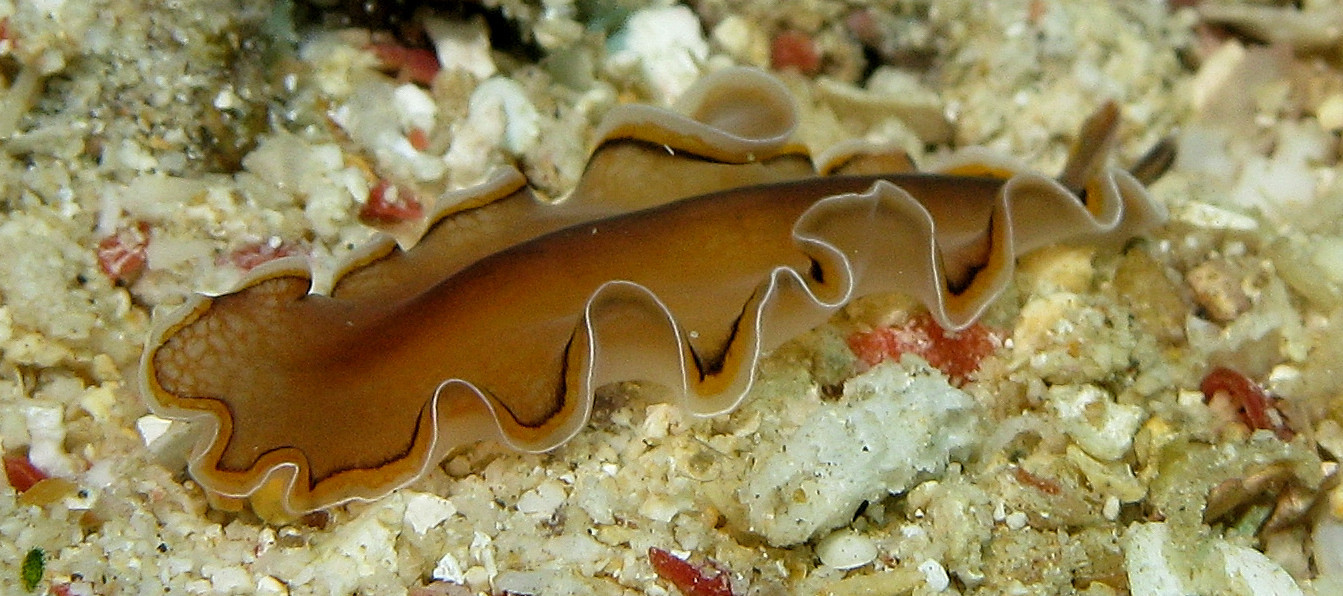
Pseudoceros sp., Lembeh

Especies cuyo nombre ha dejado de ser aceptado por sinonimia:
| - Pseudoceros albicornis (Stimpson, 1857) aceptada como Pseudoceros albicornus (Stimpson, 1857) - Pseudoceros albomarginitus Hyman, 1959 aceptada como Pseudoceros albomarginatus Hyman, 1959 - Pseudoceros armatus (Kelaart, 1858) aceptada como Acanthozoon armatum (Kelaart, 1858) - Pseudoceros aureolineata Verrill, 1901 aceptada como Maritigrella aureolineatus Verrill, 1901 - Pseudoceros aureolineatus Verrill, 1901 aceptada como Cryptoceros aureolineatus (Verrill, 1901) - Pseudoceros bajae Hyman, 1953 aceptada como Cryptobiceros bajae (Hyman, 1953) - Pseudoceros bedfordi Laidlaw, 1903 aceptada como Pseudobiceros bedfordi (Laidlaw, 1903) - Pseudoceros bifurcus Prudhoe, 1989 aceptada como Pseudoceros liparus Marcus, 1950 - Pseudoceros bimarginatum Meixner, 1907 aceptada como Pseudoceros corallophilus Hyman, 1954 - Pseudoceros caeruleopunstatus Palombi, 1928 aceptada como Pseudoceros caeruleopunctatus Palombi, 1928 - Pseudoceros cinereus Palombi, 1931 aceptada como Pseudobiceros cinereus (Palombi, 1931) - Pseudoceros clavicornus (Schmarda, 1859) aceptada como Pseudoceros clavicornis (Schmarda, 1859) - Pseudoceros crozieri Hyman, 1939 aceptada como Cryptoceros crozeri (Hyman, 1939) - Pseudoceros evelinae Marcus, 1950 aceptada como Pseudobiceros evelinae (Marcus, 1950) - Pseudoceros ferrugineus Hyman, 1959 aceptada como Pseudobiceros ferrugineus (Hyman, 1959) - Pseudoceros flavomarginatus Laidlaw, 1902 aceptada como Pseudobiceros flavomarginatus (Laidlaw, 1902) - Pseudoceros fulvogriseus Hyman, 1959 aceptada como Pseudobiceros fulvogriseus (Hyman, 1959) - Pseudoceros gardineri Laidlaw, 1902 aceptada como Pseudobiceros gardinieri (Laidlaw, 1902) - Pseudoceros gardinieri (Laidlaw, 1902) aceptada como Pseudobiceros gardinieri (Laidlaw, 1902) - Pseudoceros gratus Kato, 1937 aceptada como Pseudobiceros strigosus (Marcus, 1950) - Pseudoceros hispidus Du Bois-Reymond Marcus, 1955 aceptada como Acanthozoon hispidum (Du Bois-Reymond Marcus, 1955) - Pseudoceros izuensis (Kato, 1944) aceptada como Pseudobiceros izuensis (Kato, 1944) - Pseudoceros kelaartii (Collingwood, 1876) aceptada como Pseudoceros kelaarti (Collingwood, 1876) - Pseudoceros langemaakensis Faubel, 1984 aceptada como Pseudoceros langamaakensis Faubel, 1983 - Pseudoceros latissimus typeB (Schmarda, 1859) aceptada como Pseudobiceros schmardae Faubel, 1984 - Pseudoceros lepida (Heath & McGregor, 1913) aceptada como Acanthozoon lepidum (Heath & McGregor, 1912) - Pseudoceros limbatus Haswell, 1907 aceptada como Pseudoceros liparus Marcus, 1950 | - Pseudoceros luteomarginatus Yeri & Kaburaki, 1918 aceptada como Plagiotata promiscua Plehn, 1896 - Pseudoceros maculosus Pearse, 1938 aceptada como Acanthozoon maculosum (Pearse, 1938) - Pseudoceros malayensis (Collingwood, 1876) aceptada como Pseudoceros hancockanus (Collingwood, 1876) - Pseudoceros marmoratus Plehn, 1898 aceptada como Cryptoceros marmoratus (Plehn, 1898) - Pseudoceros maximus Lang, 1884 aceptada como Pseudoceros maximus-type A Lang, 1884 - Pseudoceros maximus-typeB Lang, 1884 aceptada como Monobiceros langi Faubel, 1984 - Pseudoceros micronesianus Hyman, 1955 aceptada como Pseudobiceros micronesianus (Hyman, 1955) - Pseudoceros miniatus (Schmarda, 1859) aceptada como Pseudobiceros miniatus (Schmarda, 1859) - Pseudoceros mopsus Marcus, 1952 aceptada como Phrikoceros mopsus (Marcus, 1952) - Pseudoceros muelleri (Delle Chiaje, 1829) aceptada como Pseudoceros mulleri (Delle Chiaje, 1829) - Pseudoceros nigromarginatus Yeri & Kaburaki, 1918 aceptada como Pseudobiceros nigromarginatus (Yeri & Kaburaki, 1918) - Pseudoceros papilionis (Kelaart, 1858) aceptada como Acanthozoon papilionis (Kelaart, 1858) - Pseudoceros pardalis Verrill, 1900 aceptada como Euplanoida pardalis (Laidlaw, 1902) - Pseudoceros perviolaceus Hyman, 1955 aceptada como Pseudoceros perviolaceus (Schmarda, 1859) - Pseudoceros philippinensis Kaburaki, 1923 aceptada como Pseudobiceros philippinensis (Kaburaki, 1923) - Pseudoceros regalis Laidlaw, 1903 aceptada como Pseudoceros regalus Laidlaw, 1903 - Pseudoceros rubrocinctus (Schmarda, 1859) aceptada como Pseudobiceros rubrocinctus (Schmarda, 1859) - Pseudoceros splendidus (Lang, 1884) aceptada como Pseudobiceros splendidus (Lang, 1884) - Pseudoceros striatus (Schmarda, 1859) aceptada como Pseudobiceros strigosus (Marcus, 1950) - Pseudoceros strigosus Marcus, 1950 aceptada como Pseudobiceros strigosus (Marcus, 1950) - Pseudoceros superbus Lang, 1884 aceptada como Pseudobiceros splendidus (Lang, 1884) - Pseudoceros superbus (Schmarda, 1859) aceptada como Pseudobiceros undulatus (Kelaart, 1858) - Pseudoceros suzakiensis Kato, 1934 aceptada como Katheurylepta susakiensis (Kato, 1934) - Pseudoceros undulatus (Kelaart, 1858) aceptada como Pseudobiceros undulatus (Kelaart, 1858) - Pseudoceros violaceous (Schmarda, 1859) aceptada como Pseudoceros perviolaceus (Schmarda, 1859) - Pseudoceros virescens (Schmarda, 1859) aceptada como Pseudobiceros viridis (Kelaart, 1858) - Pseudoceros viridis (Kelaart, 1858) aceptada como Pseudobiceros viridis (Kelaart, 1858) |

## Morfología
El cuerpo es alargado, ovalado, estrechándose algo en la parte posterior, suave y delicado. Poseen un margen ondulado. La ventosa es notoria y situada en la mitad del cuerpo. Con pseudotentáculos formados por pliegues en el margen anterior, que pueden ser tubulares o en forma de aletas puntiagudas. Presentan unos pequeños puntos oculares cerebrales en forma de herradura, formando grupos redondeados en ejemplares inmaduros. Los ojos pseudotentaculares dorsales se agrupan en cuatro zonas alargadas, y los ventrales en cuatro grupos densos en la zona media sobre los pseudotentáculos, con cientos de ojos.

La faringe se localiza anteriormente, con 7 pliegues faríngeos profundos. El intestino es estrecho, con numerosas ramas laterales, normalmente en anastomosis. Cuentan con un poro masculino posterior, situado junto a la faringe e insertado entre el último par de pliegues faríngeos. El poro femenino está bien separado del masculino. La ventosa se sitúa detrás del poro femenino.

El órgano copulatorio masculino tiene una alargada vesícula seminal muscular, y una vesícula prostática libre redondeada, con glándulas extrapiteliales. Los conductos eyaculatorio y prostático se unen en la base de la papilla peniana, que está armada con un estilete cónico de longitud y anchura específicos. Los testículos son abundantes y localizados ventralmente. Los ovarios se sitúan dorsalmente y ampliamente distribuidos. La vagina desciende recto hasta la bolsa de cemento, en forma de saco; las glándulas de cemento son bien desarrolladas.

## Hábitat y distribución
Frecuentan arrecifes de coral y zonas rocosas y con escombro, en un rango de profundidad entre 0 y 207 m, y en un rango de temperatura entre 10.15 y 28.95 °C.

Se distribuyen en aguas tropicales y templadas de los océanos Atlántico e Indo-Pacífico, desde el mar Rojo hasta las costas del Pacífico de Canadá.